# تودور چاوورسکی
تودور چاوورسکی (بلغاری: Тодор Чаворски؛ زادهٔ ۳۰ مارس ۱۹۹۳) بازیکن فوتبال اهل بلغارستان است.
از باشگاه‌هایی که در آن بازی کرده است می‌توان به باشگاه فوتبال لفسکی صوفیه اشاره کرد.